# 市原市立若葉小学校
市原市立若葉小学校（いちはらしりつ わかばしょうがっこう）は、千葉県市原市五井にある公立小学校。文部科学省の学校コードはB112210004565、旧学校調査番号は121081。

## 概要
市原市北西部の五井地区に位置する。市原市立五井小学校の児童数増加によって同校から分離した小学校で、五井地区の中でも以前から発展していた五井駅西口側の地域を通学区域としている。近年の五井小学校の児童数増加から、最近イトーヨーカドー市原店跡に建設された高層マンション周辺の通学区域を編入した。

## 沿革

### 概歴
1971年（昭和46年）に、市原市立若葉小学校として市原市立五井小学校より分離開校した。翌年の新校舎完成までは12クラスが五井小学校に同居していた。当時指定していた通学区域は市原市五井6000番地台であった。1972年（昭和47年）に新校舎およびプールが完成し、1977年（昭和52年）には屋内運動場が完成している。翌1978年（昭和53年）には市原市立五井公民館の設置に際して同校敷地のうち5,904平方メートルが転用された。

### 年表
- 1971年（昭和46年）
  - 4月1日 - 市原市立若葉小学校開校[3]。
  - 12月1日 - 校舎の一部供用開始[3]。
- 1972年（昭和47年） - 新校舎とプールが完成[3]。
- 1977年（昭和52年） - 体育館完成[3]。
- 1978年（昭和53年） - 市原市立五井公民館建設用地として敷地を提供して校地面積減少[3]。
- 2021年（令和3年）4月1日 - 五井小学校児童数増加のため通学区域変更[4]。

## 施設

### 敷地
敷地の詳細は以下の通りである。
| 所在地     | 〒290-0056 千葉県市原市五井5555番地1 |
| 所有者     | 市原市                               |
| 敷地面積   | 26,058m2                             |
| 用途地域   | 第一種住居地域                       |
| 指定建蔽率 | 60%                                  |
| 指定容積率 | 200%                                 |
| 取得価格   | 627,730,000円                        |

### 建物
敷地内の建物は以下の通りである。なお資料によって数値が全く異なるため2つの数値を示す。

#### 公共施設カルテによる建物一覧
市原市の公共施設カルテによる建物一覧は以下の通りである。
| 棟番号 | 棟名称         | 構造 | 階数        | 延床面積   | 建築年 | 耐震   | 耐震 | Is値 | 備考 |
| ------ | -------------- | ---- | ----------- | ---------- | ------ | ------ | ---- | ---- | ---- |
| 001    | 校舎-1         | RC造 | 地上3階建て | 1,656.00m2 | 1972年 | 旧基準 | 不明 | 0.75 |      |
| 002    | 校舎-3         | RC造 | 地上2階建て | 1,273.00m2 | 1972年 | 旧基準 | 不明 | 0.71 |      |
| 003    | 校舎-2         | RC造 | 地上3階建て | 872.00m2   | 1980年 | 旧基準 | 不明 | 0.82 |      |
| 004    | 体育館         | S造  | 地上1階建て | 816.00m2   | 1978年 | 旧基準 | 不明 | 0.74 |      |
| 005    | 校舎-4         | S造  | 地上1階建て | 177.00m2   | 1976年 | 旧基準 | 不明 | 不明 |      |
| 006    | 倉庫・物置     | 木造 | 地上1階建て | 119.00m2   | 1972年 | -      | -    | -    |      |
| 007    | 保育室・育児室 | 木造 | 地上1階建て | 41.00m2    | 1971年 | 旧基準 | 不明 | 不明 |      |
| 008    | 倉庫・物置     | 木造 | 地上1階建て | 26.00m2    | 1987年 | -      | -    | -    |      |
| 009    | 倉庫・物置     | 木造 | 地上1階建て | 26.00m2    | 1987年 | -      | -    | -    |      |
| 010    | 倉庫・物置     | S造  | 地上1階建て | 26.00m2    | 1995年 | -      | -    | -    |      |
| 011    | 保育室・育児室 | RC造 | 地上1階建て | 10.00m2    | 1985年 | 新耐震 | 不明 | 不明 |      |

#### 耐震化一覧表による建物一覧
市原市学校施設耐震化一覧表による建物一覧は以下の通りである。
| 棟番号 | 棟名称 | 構造 | 階数 | 延床面積  | 建築年 | 耐震   | 耐震       | Is値 | 備考 |
| ------ | ------ | ---- | ---- | --------- | ------ | ------ | ---------- | ---- | ---- |
| 不明   | 体育館 | S造  | 1    | 917.00m2  | 1978年 | 旧基準 | 耐震工事済 | 不明 |      |
| 不明   | 校舎   | RC造 | 3    | 3473.00m2 | 1972年 | 旧基準 | 耐震工事済 | 不明 |      |
| 不明   | 校舎   | RC造 | 2    | 1622.00m2 | 1975年 | 旧基準 | 耐震工事済 | 不明 |      |
| 不明   | 校舎   | RC造 | 2    | 670.00m2  | 1981年 | 旧基準 | 耐震性あり | 不明 |      |

### 併設施設
- 若葉小学校児童クラブ（学童保育）

## 規模
2022年（令和4年）5月1日現在の学校規模は以下の通りである。
| 児童数       | 347名    |
| 学級数       | 14学級   |
| 通学区域面積 | 4.022km2 |
| 通学区域人口 | 8,019人  |

## 通学区域
以下の町丁字とその範囲を通学区域に指定している。
- 五井海岸
- 五井の一部
- 五井金杉4丁目の一部

## 通学区域内施設
通学区域内の主な施設は以下の通りである。
- 市原市立五井公民館
- 市原市立若葉中学校
- 市原市立五井認定こども園（旧市原市立若葉保育所）
- 五井ひまわり幼稚園
- 市原市福祉会館
- 市原若葉郵便局
- JERA五井火力発電所
- コスモ石油千葉製油所
- 丸善石油化学千葉工場
- JNC石油化学市原製造所
- AGC千葉工場
  - AGC千葉工場野球場
- デンカ市原物流センター

## 中学校区
1971年度 - 1977年度
- 市原市立五井中学校

1978年度 -
- 市原市立若葉中学校

## 隣接小学校区
- 市原市立五所小学校
- 市原市立五井小学校
- 市原市立京葉小学校
- 市原市立白金小学校

## アクセス
- 五井駅から徒歩16分
- 小湊鐵道バス
  - （五22系統）「第一陸橋下」で下車後、徒歩6分
  - （五22、八21、八22系統）「波渕」で下車後、徒歩7分